# Химерна масть

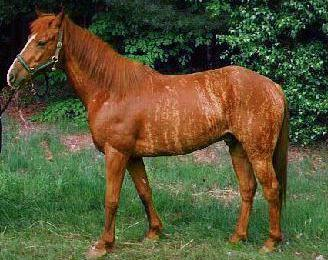
Химерний кінь.

Химе́рна масть або мозаї́чна, смуга́ста (тигро́ва), — окремий тип пігментації коней, що може бути як генетично, так і фізіологічно обумовлений. Лошата химерної масті можуть народитись одразу з ознаками декількох непоєднуваних мастей або проявити наявність окремо забарвлених ділянок тіла з різних відтінків однієї масті лише з віком.

## Опис

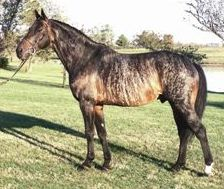
Химерна масть.

Візуальний прояв химерної масті пов'язують з лініями Блашко — лініями розвитку та міграції клітин в живому організмі, що стають видимими лише за певних обставин. Основними причинами видимості одних клітин на фоні інших вважають химеризм, точкові мутації (здебільшого соматичні) та різноманітні порушення диферінцюювання клітин внаслідок дії внутрішніх (фізіологічних) або зовнішніх (стрес) чинників. Характер ліній подібний до описаних типів химеризму: мозаїчний, секторіальний, периклінальний, мериклінальний, які утворюють відповідно мозаїчний, смугастий та плямистий типи візерунку на тілі. Химерний вигляд можна зареєструвати у тих представників, де такий візуальний прояв очевидний, в той час як сам химеризм може бути візуально прихованим. На відміну від усіх оптично подібних мастей, — наприклад, рябої, чалої, сірої, чубарої, химерна, як правило, не успадковується як окрема масть, а стосується лише наочної пігментації цілісного організму.

### Головні ознаки
- Наявність нетипового забарвлення, що проявляється як суміш декількох мастей або відтінків однієї масті одночасно.
- Ділянки, що відрізняються за кольором від основної масті можуть бути розкидані по тілу мозаїчно, смугами або плямами.
- Кожен візерунок, навіть подібний у деяких представників, є унікальним та не передається нащадкам.

## Поширення
Може зустрітись у будь-якій породі коней незалежно від походження та масті батьків.

## Генетика
Так як більшість випадків химерної масті виникають внаслідок соматичних мутацій, химеризму (незважаючи на злиття різного генетичного матеріалу, химери тварин, як правило, стерильні) та точкових фізіологічних порушень пігментації, то вони не можуть мати окремого спільно-визначеного генотипу. Єдиним винятком є мутація гену Brindle з алелями BR1 з локусом MBTPS2, віднайдена в породі американський квотерхорс, проте остання відповідає не за сам химерний візерунок на тілі коня, а за смугасту текстуру шерсті, що утворює подібний прояв як оптична ілюзія.

## Символізм
Химерна масть коней має подібний прояв в інших видах тварин: це, наприклад, черепаховий окрас котів та тигровий окрас собак. Проте, на відміну від котів та собак, химерна масть не успадковується нащадками, а кожен прояв є унікальним. Оскільки в багатьох видів тварин смуги, плями та мозаїка з різних кольорів шерсті та волосся є ознакою відбору, то і для коней це не виняток, а заради полегшення роботи ідентифікаційних та реєстраційних центрів химерна виділена як окрема масть у коней.

Приклади подібного до химерної масті прояву в інших видах тварин.
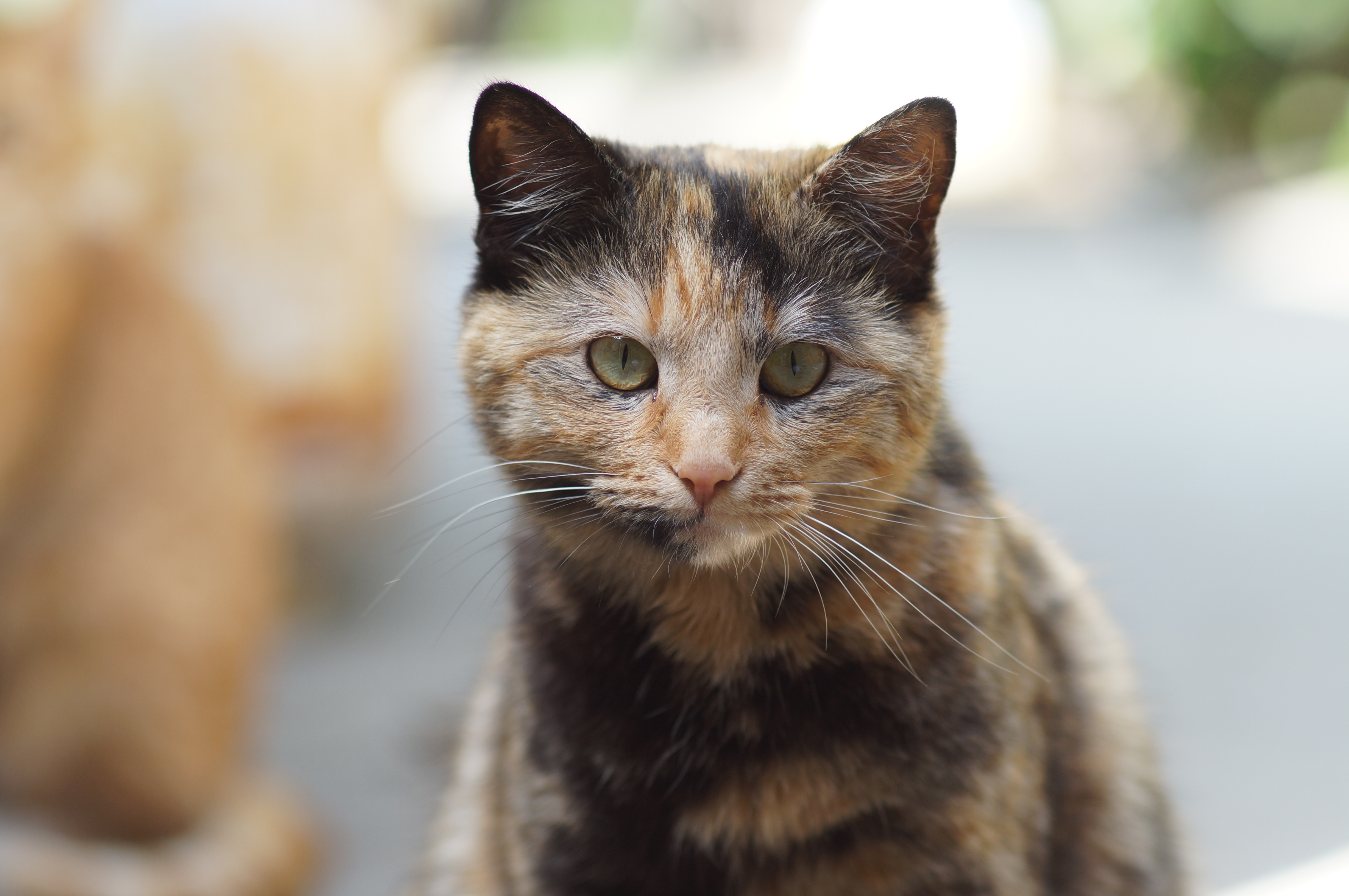
Кішка
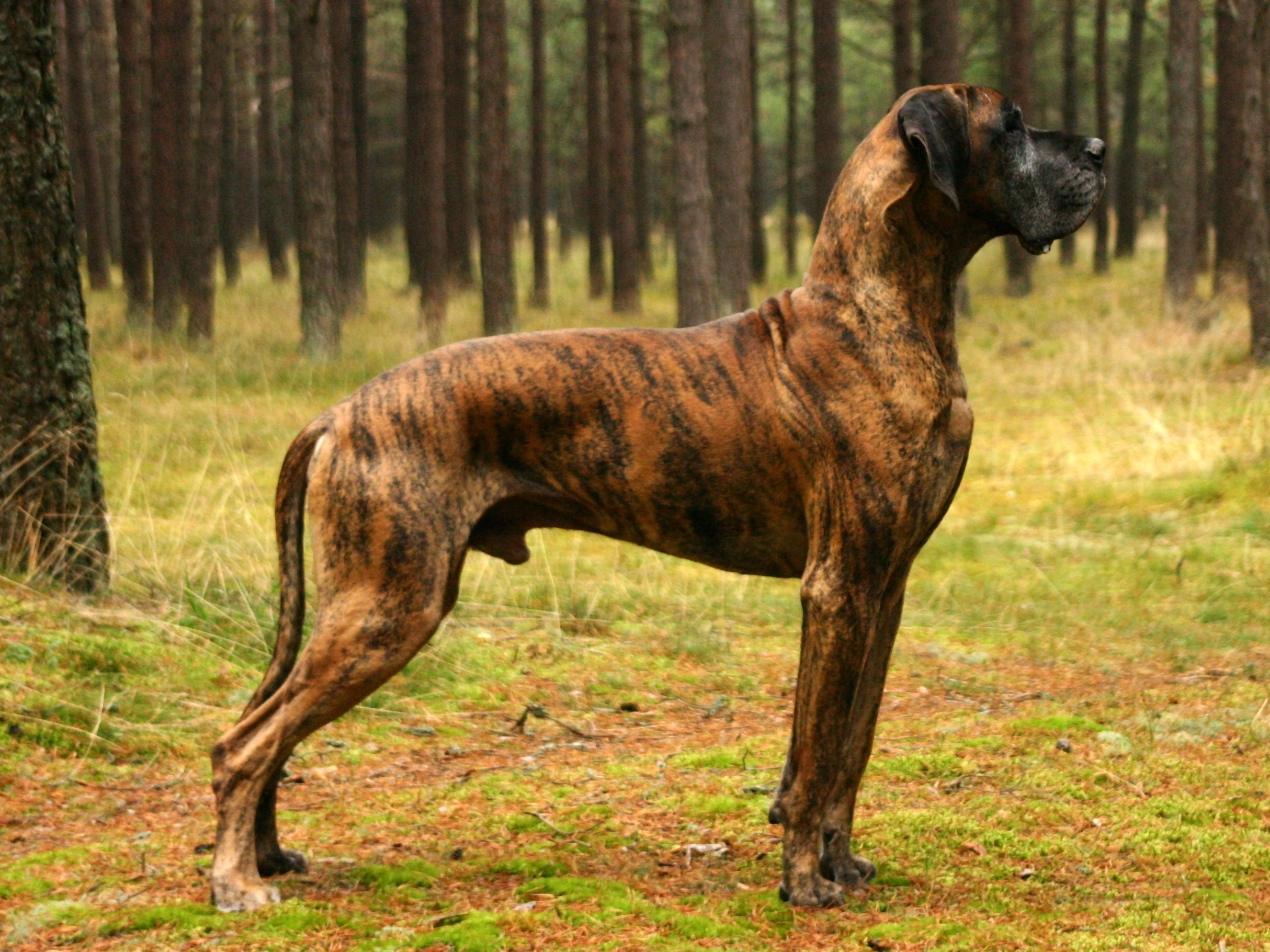
Собака
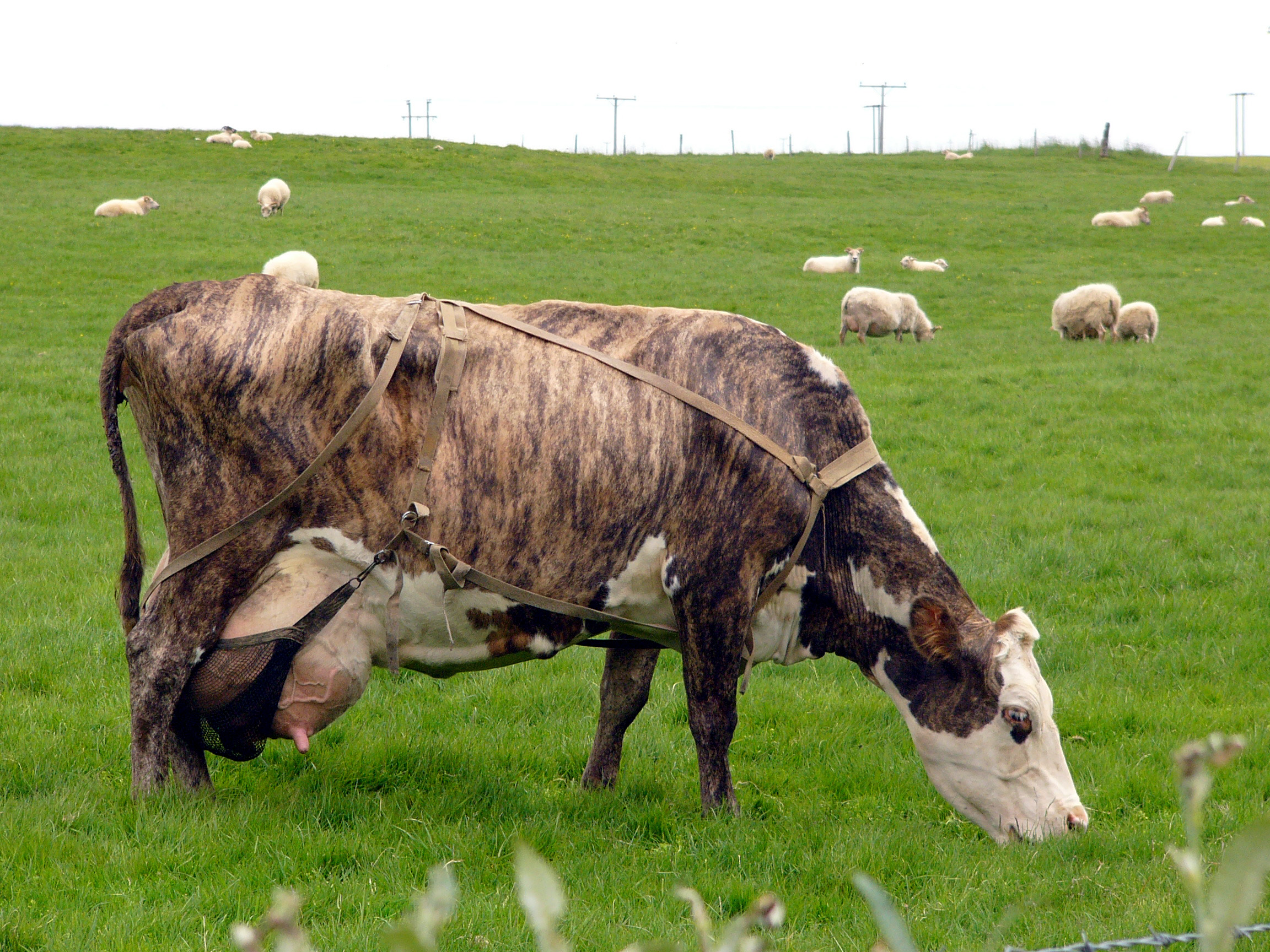
Корова
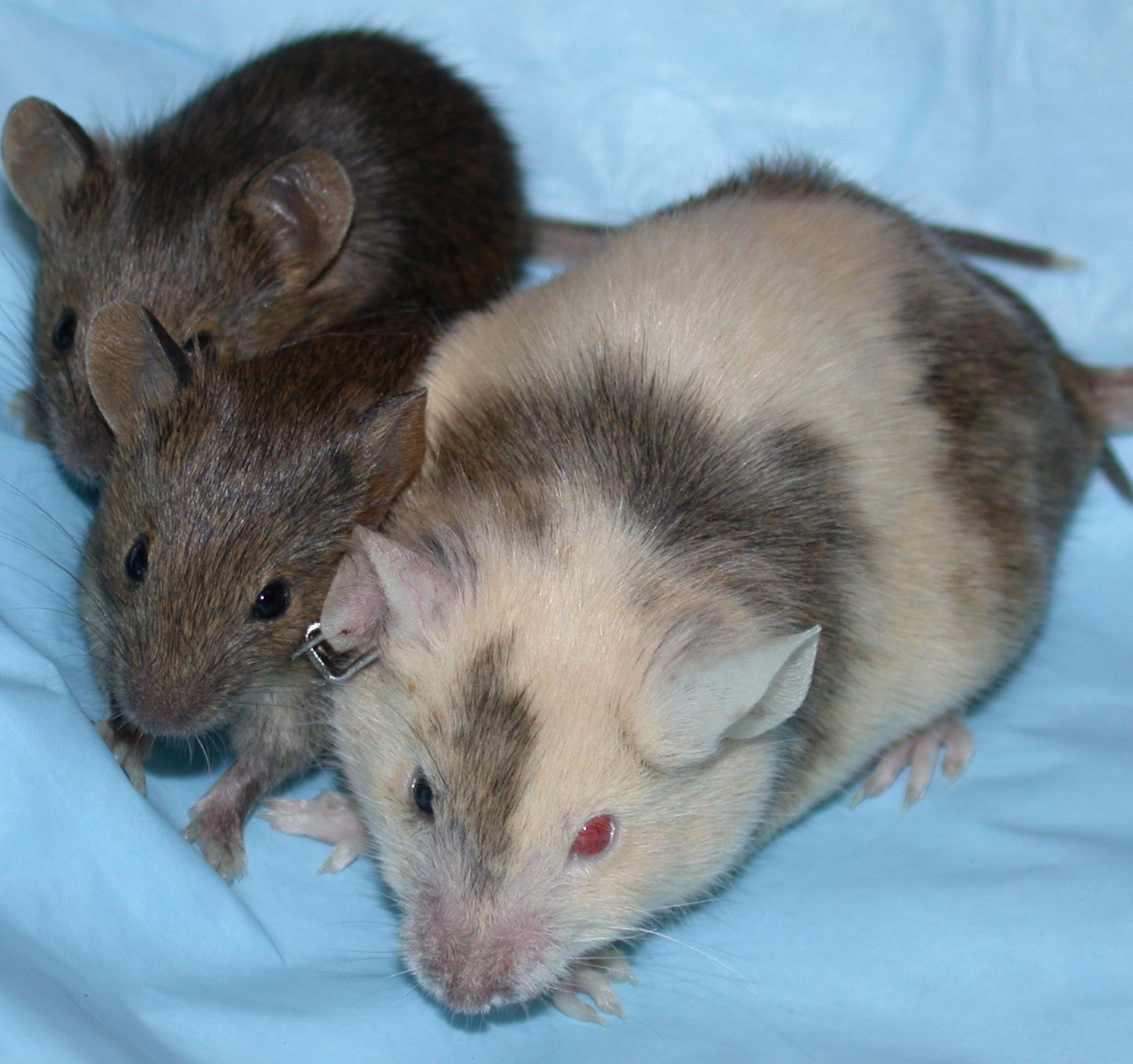
Миша